# Singopadu (Sidoharjo)
Singopadu is een bestuurslaag in het regentschap Sragen van de provincie Midden-Java, Indonesië. Singopadu telt 3185 inwoners (volkstelling 2010).